# Prestampa
Il termine prestampa identifica tutte le operazioni antecedenti la stampa vera e propria. Solitamente il processo di prestampa si divide in quattro fasi:
- Bozzetto grafico di layout su foglio
- Realizzazione grafica del documento con il computer
  - Creazione del file con un programma di grafica
  - Scomposizione del file grafico ottenuto in quattro immagini monocromatiche dei 4 colori ciano, magenta, giallo e nero
- Realizzazione delle forme
  - Realizzazione della pellicola
  - Sviluppo della lastra
- Punzonatura e o piega della lastra
- Installazione delle forme sulla macchina
  - Registrazione della macchina

Il concetto di prestampa ha assunto nell'ultimo decennio, con la nascita della stampa digitale, aspetti di grande rilevanza sia legati alla produttività quanto all'ampliamento dell'offerta dei prodotti grafici attraverso i nuovi canali mediatici (siti internet, DVD multimediali etc.).
Da un punto di vista della produttività infatti, le macchine offset a foglio hanno raggiunto velocità di stampa di 18 000 copie/ora per fogli da 70x100 cm e le rotative hanno raggiunto le 65 000 copie/ora e oltre, permettendo altissime tirature in brevissimi tempi, la necessità di cambiare lavoro e di realizzare basse tirature in tempi ragionevoli si è scontrata con i tempi piuttosto lunghi di tutto quello che precedeva la stampa vera e propria. Soprattutto la realizzazione della pellicola fotografica nella formatura tradizionale, ed il successivo sviluppo della lastra con processi chimici richiedeva lunghi periodi di tempo costringendo spesso gli stampatori ad inutili e dispendiosi fermi macchina. Il processo di cambio lastra poi su macchine con quattro, sei, otto o addirittura dieci lastre richiedeva tempi ancora più lunghi. L'esigenza di potere ottenere le forme da stampare a partire da un file elaborato al computer e di installarle in macchina nel minore tempo possibile ha portato alla nascita di dispositivi automatizzati. In un primo tempo si è passati alla formatura CtF (Computer to Film), che ha ridotto i tempi di montaggio ed esposizione della lastra (la forma) creando una pellicola direttamente tramite strumenti dedicati capaci, tramite la procedura di imposition, di realizzare al computer il montaggio della pellicola, successivamente stampata. Quindi in un secondo momento sono stati creati i sistemi CtP (Computer-to-plate), un dispositivo in grado di incidere direttamente la lastra da computer (in pratica una sorta di stampante che anziché stampare su carta, incide la lastra per mezzo di un dispositivo laser).
Gli ultimi sviluppi della prestampa hanno portato alla nascita di macchine con un caricatore interno di lastre vergini che vengono cambiate ed in seguito incise da un laser direttamente all'interno della macchina che ha anche la capacità di registrare i calamai automaticamente in base all'immagine da stampare (sistema Cpc).
Sul piano della comunicazione attraverso i nuovi canali mediatici, la prestampa si concentra nelle due fasi iniziali del processo sopradescritto, in quanto il prodotto grafico non sarà necessariamente un prodotto fisico (libro, rivista, brochure etc.) ma resterà un prodotto digitale distribuito attraverso internet piuttosto che per mezzo di memorie di massa (DVD, chiavette elettroniche etc.).